# Glelê
Glelê ou Glelé (em fon; Da-Da Glele Kini-Kini) (? - dezembro de 1889) foi o decimo rei do Daomé — atual Bením, na África — entre 1858 e 1889. 
Glelê deu continuidade a política de expedições militares no interior com a finalidade de vingar a morte de seu pai. Glelê cedeu terras aos franceses depois de um tratado em 19 de maio de 1868. 
Faleceu em 29 de dezembro de 1889 e foi substituído por seu filho Beanzim, que adotou o nome de Kondo. 